# Notenbankfähigkeit
Unter Notenbankfähigkeit (auch: Notenbankfähige Sicherheiten) versteht man im Bankwesen die Anerkennung von bestimmten Finanzinstrumenten als Kreditsicherheit bei der Beleihung durch das Europäische System der Zentralbanken (ESZB).

## Allgemeines
Geschäftsbanken erhalten bei Bedarf von ihrer Zentralbank und/oder dem ESZB Zentralbankgeld. Dieses ist wichtiger Bestandteil der Geldmenge. Im Rahmen der Liquiditätspolitik (Bestandteil der Geldpolitik) können die Zentralbanken das Zentralbankgeld und damit die Geldmenge steuern. Wichtiges Instrumentarium ist dabei unter anderem das Offenmarkt- und Kreditgeschäft der Zentralbanken. Offenmarktgeschäfte stellen für Zentralbanken das wichtigste Instrument zur Liquiditätsversorgung des Bankensektors dar. Im Rahmen der Offenmarkt- und Kreditgeschäfte können ESZB und die nationalen Zentralbanken gemäß Art. 18.1 der Satzung des ESZB und der EZB (ESZB-Satzung) Forderungen und börsengängige Wertpapiere sowie Edelmetalle endgültig (per Kassa- oder Termingeschäft) oder im Rahmen von Rückkaufvereinbarungen kaufen und verkaufen oder entsprechende Darlehensgeschäfte tätigen sowie temporär Kreditgeschäfte mit Kreditinstituten und anderen Marktteilnehmern abschließen. Zu diesem Zweck übertragen sie entweder das Eigentum an diesen Vermögenswerten (bei endgültigen Käufen oder Rückkaufsvereinbarungen) oder setzen sie als Pfand, Abtretung oder sonstiges umfassendes Sicherungsrecht ein (bei besicherten Krediten). Es obliegt der ESZB nach Art. 18.2 ESZB-Satzung, Grundsätze sowohl für ihre eigenen Offenmarkt- und Kreditgeschäfte als auch für die der nationalen Zentralbanken aufzustellen.

## Geschichte
Bereits das Reichsbankgesetz vom 14. März 1875 sah den Lombardkredit der Reichsbank vor. Seit dem Jahre 1891 gibt es die Lombardfähigkeit des Pfandbriefs, was seine Zirkulationsfähigkeit verbesserte. Durch das Reichsbankgesetz vom August 1924 wurden die bisher von allen Deckungszwecken ausgeschlossenen Lombardkredite in die besondere Deckung von 40 %, die für die täglich fälligen Verbindlichkeiten zu halten ist, einbezogen. Seit Juni 1939 galten Schuldbuchforderungen als lombardfähig. Das im Juli 1957 in Kraft getretene Bundesbankgesetz (BBankG) sah in § 19 Abs. 1 BBankG a. F. im Rahmen der Lombardpolitik der Deutschen Bundesbank unter dem Begriff Lombardfähigkeit die Anerkennung bestimmter Vermögenswerte als Kreditsicherheit für von ihr gewährte Lombardkredite vor. Diese lombardfähigen Sicherheiten waren durch die Geschäftsbanken aus eigenem Vermögen zu stellen.
Mit dem Übergang der Geld- und Kreditpolitik auf die Europäische Zentralbank (EZB) im Juni 1998 stand auch eine Vereinheitlichung der Beleihung von Kreditsicherheiten an. Die Maßnahmen auf dem Weg zu einem einheitlichen Sicherheitenverzeichnis begannen Ende Mai 2005. Jede nationale Zentralbank hat dazu in Bezug auf ihren Sicherheitenrahmen Richtlinien oder Grundsätze aufgestellt, aus denen hervorgeht, welche Vermögenswerte sie als Sicherheit akzeptiert. Diese so genannten notenbankfähigen Sicherheiten wurden bis Dezember 2006 in zwei Kategorien unterteilt:
- Kategorie 1: marktfähige Schuldtitel, die die vom EZB-Rat festgelegten, einheitlichen und im gesamten Euro-Währungsgebiet geltenden Zulassungskriterien erfüllen;
- Kategorie 2: marktfähige und nicht marktfähige Sicherheiten, die für die nationalen Finanzmärkte und Bankensysteme von besonderer Bedeutung sind und für die die nationalen Zentralbanken die Zulassungskriterien im Einklang mit EZB-Mindeststandards festlegten.

Die EZB führte im Januar 2007 ein einheitliches Sicherheitenverzeichnis ein. Im Oktober 2008 beschloss die EZB die zeitweise Senkung des Bonitätsschwellenwertes für notenbankfähige Sicherheiten zunächst bis Dezember 2009. Der Bonitätsschwellenwert wurde wegen des Zusammenbruchs des Interbankenhandels von A- auf BBB- (siehe Ratingcode) gesenkt. Dadurch vereinfachte die EZB die Refinanzierung der Kreditinstitute in der Finanzkrise ab 2007. Weitere Verlängerungen folgten über 2010 hinaus, der Bonitätsschwellenwert BBB- gilt auch heute noch.
Im Juni 2012 erkannte der EZB-Rat ABS zur Verbriefung von Auto-, Leasing- und Konsumentenkrediten sowie durch gewerbliche Hypothekendarlehen besicherte ABS (so genannte Commercial Mortgage-Backed Securities, CMBS), die zum Zeitpunkt ihrer Emission sowie zu jedem späteren Zeitpunkt nach der harmonisierten Ratingskala des Eurosystems ein zweitbestes Rating von mindestens „A“ aufweisen, als notenbankfähig an. Diese ABS unterliegen einem Bewertungsabschlag (Beleihungsgrenze) von 16 %. Außerdem sind seitdem Residential Mortgage Backed Securities (RMBS) und durch Kredite an kleine und mittlere Unternehmen (KMUs) besicherte Wertpapiere anerkannt. RMBS, durch Kredite an KMUs besicherte Wertpapiere sowie ABS zur Verbriefung von Auto-, Leasing- und Konsumentenkrediten unterliegen einem Bewertungsabschlag von 26 %, für CMBS gilt ein Bewertungsabschlag von 32 %.

## Kreditgeschäft
Im Kreditgeschäft der EZB und der Zentralbanken gibt es den Lombardkredit und den Innertageskredit. Das Hauptrefinanzierungsinstrument ist im Eurosystem der Lombardkredit, während die Zentralbanken beim Innertageskredit den Geschäftsbanken Arbeitsguthaben zur Verfügung stellen, die sie für den Zahlungsverkehr (TARGET2) benötigen. Bei diesen Kreditgeschäften sind für die Zentralbankkredite ausreichende Sicherheiten zu stellen. Eine Zentralbank gewährt dem Bankensektor im Wesentlichen deshalb besicherte Kredite, um die Solidität ihres Finanzvermögens zu erhalten. Die Sicherheiten sollen das Eurosystem vor dem Risiko finanzieller Verluste bei seinen Kreditgeschäften schützen.

## Sicherheitenverzeichnis
Die Standardkriterien zur Bestimmung der Notenbankfähigkeit von Sicherheiten für geldpolitische Geschäfte des Eurosystems sind in Anhang I der Leitlinie EZB/2011/14 vom September 2011 festgelegt. Das Sicherheitenverzeichnis stellt Anforderungen hinsichtlich der Sicherheitenart und -qualität auf.
- Sicherheitenarten: Im Sicherheitenverzeichnis führt das Eurosystem die Kreditsicherheiten auf, die bei liquiditätszuführenden Operationen zur Besicherung gestellt werden können. Es beinhaltet Vermögenswerte, die für eine Besicherung von Krediten in Frage kommen. Dazu können liquide, marktfähige verzinsliche Wertpapiere wie Staats- und Unternehmensanleihen, Aktien und aktienähnliche Finanzinstrumente, Kommunalkredite, Unternehmensfinanzierungen oder Verbraucherkredite und auch Vermögenswerte wie Immobilien und sonstige Wirtschaftsgüter gehören. Neben marktfähigen Sicherheiten (z. B. Aktien, Schuldverschreibungen) werden auch nicht marktfähige Sicherheiten (z. B. Kreditforderungen) akzeptiert, beide müssen einheitlichen Bonitätsanforderungen genügen. Zu den nicht marktfähigen Sicherheiten gehören Termineinlagen von Kreditinstituten, Kreditforderungen und mit hypothekarischen Darlehen an Privatkunden besicherte Schuldtitel („Retail Mortgage-Backed Debt Instruments“, RMBD). Marktfähige und nicht marktfähige Sicherheiten unterscheiden sich dadurch, dass das Eurosystem bei endgültigen Käufen bzw. Verkäufen nur marktfähige Sicherheiten akzeptiert.

Bei der Beleihung von notenbankfähigen Sicherheiten gibt es Bewertungsabschläge (Beleihungsgrenzen), um Liquiditäts- und Marktrisiken Rechnung zu tragen. Die Höhe der Abschläge hängt von den Liquiditätsmerkmalen einer Sicherheit, der Emittentengruppe, der Art der Sicherheit, der Restlaufzeit der Sicherheit und der Art des Kupons ab.
- Die Sicherheitenqualität kommt in einer Bonitätsschwelle zum Ausdruck, weil die anerkennungsfähigen Sicherheiten ein bestimmtes Mindest-Rating erreichen müssen. Der Bonitätsschwellenwert liegt bei BBB- („investment grade“). Weitere qualitative Merkmale sind:
  - Der Sitz des Emittenten muss in einem Staat des Europäischen Wirtschaftsraums oder einem anderen G10-Staat liegen;
  - Die Papiere müssen in der Europäischen Wirtschafts- und Währungsunion belegen sein;
  - Denomination in Euro oder einer ehemaligen Währung der Europäischen Wirtschafts- und Währungsunion.
Auch wenn eine marktfähige Sicherheit sämtliche Zulassungskriterien erfüllt, darf eine Geschäftsbank sie nicht verwenden, wenn sie von ihr selbst oder irgendeiner anderen Stelle, zu der sie „enge Verbindungen“ („close links“) unterhält, begeben oder garantiert wurde. „Enge Verbindungen“ bezeichnen eine Situation, in der die Bank mit einem Emittenten/Schuldner/Garanten notenbankfähiger Sicherheiten durch die Tatsache verbunden ist, dass
    - die Bank entweder direkt oder indirekt über ein oder mehrere andere Unternehmen einen Anteil von mindestens 20 % am Eigenkapital des Emittenten/Schuldners/Garanten hält;
    - der Emittent/Schuldner/Garant – entweder direkt oder indirekt über ein oder mehrere andere Unternehmen – einen Anteil von mindestens 20 % am Kapital der Bank hält oder
    - eine dritte Partei – entweder direkt oder indirekt über ein oder mehrere Unternehmen – mehr als 20 % am Kapital der Bank und mehr als 20 % am Kapital des Emittenten/Schuldners/Garanten hält.

Ausnahmen hiervon gelten für alle gedeckten Pfandbriefe.
Die Sicherheiten sind der Zentralbank rechtsgültig zu übertragen, etwa in Form einer Verpfändung oder Sicherungsabtretung, letztere beispielsweise bei der Übertragung von Kreditforderungen beim KEV (Kreditforderungen Einreichung und Verwaltung).

## Auswirkungen auf den Geldmarkt
Hauptgrund für das Verlangen der Zentralbanken nach notenbankfähigen Sicherheiten ist zwar der Schutz des Eurosystems vor finanziellen Verlusten durch die Insolvenz des Sicherungsgebers, doch beeinflusst die Zulassung als notenbankfähige Sicherheiten auch die Marktliquidität des Geldmarktes. Denn jede Ausdehnung der Notenbankfähigkeit auf weitere Gruppen von Bankbilanzaktiva, die Herabsetzung der Bonitätsschwelle oder die Verringerung der Bewertungsabschläge verbessert die Liquidität der Banken. Umgekehrt limitiert der Bestand an notenbankfähigen Sicherheiten, die Erhöhung der Bonitätsanforderungen oder die Vergrößerung der Abschläge die Refinanzierungsmöglichkeiten der Geschäftsbanken. Das hat die Lockerung der Zulassungskriterien nach der Insolvenz von Lehman Brothers im September 2008 gezeigt, als die Geschäftsbanken durch den Zusammenbruch des Interbankenhandels auf Zentralbankliquidität angewiesen waren und die Zentralbanken den Bonitätsschwellenwert für Sicherheiten gesenkt hatten.
Die Zulassung von risikoreicheren Sicherheitenarten und bestimmten Ratings verleitet die Geschäftsbanken indirekt dazu, derartige Finanzinstrumente zu erwerben oder zu halten, während nicht zugelassene Arten und Ratings als Neugeschäft eher vermieden werden (Moral Hazard). Damit hat die Lombardpolitik der EZB mittelbaren Einfluss auf die Portfoliopolitik der Banken. Die EZB-Richtlinien sprechen zwar von „hohen Bonitätsanforderungen“, doch ist der „investment grade“ eine gerade noch vertretbare Ratingstufe. Damit gibt das Eurosystem eine Bonitätsstufe als hoch vor, die objektiv wegen des Risikos der negativen Ratingmigration bedenklich ist, an der sich die Banken jedoch im Kreditgeschäft als Bonitätsmaßstab orientieren. Da die Notenbankfähigkeit die einzige Alternative zum Kredithandel darstellt, gilt sie als wichtigste aktivische Refinanzierungsquelle.